# Omméel
Omméel és un municipi francès situat al departament de l'Orne i a la regió de Normandia. L'any 2007 tenia 110 habitants.

## Demografia

### Població
El 2007 la població de fet d'Omméel era de 110 persones. Hi havia 48 famílies de les quals 12 eren unipersonals (4 homes vivint sols i 8 dones vivint soles), 28 parelles sense fills i 8 parelles amb fills.
La població ha evolucionat segons el següent gràfic:
Habitants censats

### Habitatges
El 2007 hi havia 68 habitatges, 51 eren l'habitatge principal de la família, 16 eren segones residències i 2 estaven desocupats. Tots els 65 habitatges eren cases. Dels 51 habitatges principals, 42 estaven ocupats pels seus propietaris, 7 estaven llogats i ocupats pels llogaters i 1 estava cedit a títol gratuït; 1 tenia una cambra, 1 en tenia dues, 4 en tenien tres, 12 en tenien quatre i 32 en tenien cinc o més. 51 habitatges disposaven pel capbaix d'una plaça de pàrquing. A 29 habitatges hi havia un automòbil i a 19 n'hi havia dos o més.

### Piràmide de població
La piràmide de població per edats i sexe el 2009 era:
| Homes | Edats   | Dones |
| ----- | ------- | ----- |
| 0     | 95 o +  | 0     |
| 0     | 90 a 94 | 0     |
| 0     | 85 a 89 | 0     |
| 0     | 80 a 84 | 0     |
| 4     | 75 a 79 | 4     |
| 0     | 70 a 74 | 0     |
| 8     | 65 a 69 | 4     |
| 4     | 60 a 64 | 8     |
| 4     | 55 a 59 | 4     |
| 4     | 50 a 54 | 0     |
| 4     | 45 a 49 | 8     |
| 0     | 40 a 44 | 0     |
| 8     | 35 a 39 | 4     |
| 8     | 30 a 34 | 8     |
| 0     | 25 a 29 | 0     |
| 4     | 20 a 24 | 4     |
| 4     | 15 a 19 | 0     |
| 0     | 10 a 14 | 0     |
| 4     | 5 a 9   | 8     |
| 8     | 0 a 4   | 0     |

## Economia
El 2007 la població en edat de treballar era de 60 persones, 46 eren actives i 14 eren inactives. De les 46 persones actives 43 estaven ocupades (22 homes i 21 dones) i 3 estaven aturades (1 home i 2 dones). De les 14 persones inactives 12 estaven jubilades, 1 estava estudiant i 1 estava classificada com a «altres inactius».
Activitats econòmiques
Dels 3 establiments que hi havia el 2007, 1 era d'una empresa extractiva, 1 d'una empresa de comerç i reparació d'automòbils i 1 d'una empresa de serveis.
L'any 2000 a Omméel hi havia 19 explotacions agrícoles que ocupaven un total de 682 hectàrees.

## Poblacions més properes
El següent diagrama mostra les poblacions més properes.